# Band of Susans
I Band of Susans sono stati un gruppo musicale statunitense di genere noise/alternative rock, formato a New York nel 1986 e attivo fino al 1996, caratterizzato dalla presenza di tre chitarre.

## Storia
Il nucleo iniziale era composto dal cantante e chitarrista Robert Poss, da Susan Stenger (basso), Ron Spitzer (batteria), con Susan Lyall (chitarra), Susan Tallman (chitaŕra), e Alva Rogers (voce). Negli anni successivi il gruppo ha avuto vari cambi di formazione; Poss, Stenger e Spitzer sono stati gli unici componenti fissi.
Nella loro carriera hanno pubblicato cinque album in studio ed una raccolta. Terminata l'esperienza con il gruppo Poss ha proseguito per una lunga carriera solista.

## Discografia

### Album in studio
- 1988 - Hope Against Hope
- 1989 - Love Agenda
- 1991 - The Word and the Flesh
- 1993-  Veil
- 1995 - Here Comes Success

### EP
- 1987 - Blessing and Curse
- 1992 - The Peel Sessions
- 1992 - Now

### Raccolte
- 1995 - Wired for Sound